# Bargota
Bargota es una villa y municipio español de la Comunidad Foral de Navarra, situado en la merindad de Estella, en la comarca de Estella Occidental y a 70 kilómetros de la capital de la comunidad, Pamplona. Su población en 2017 fue de 247 habitantes (INE).

## Toponimia
Según Mikel Belasko Bargota es un topónimo de origen romance que podría derivar de la expresión varga alta. Varga o barga es una palabra utilizada en castellano y euskera que tiene un significado relacionado con cuesta o pendiente. Según el DRAE una de las acepciones de la palabra varga es parte más pendiente de una cuesta. Precisamente el pueblo de Bargota se asienta en la ladera de un barranco. Según Belasko la evolución del nombre habría sido Barga alta->Bargalta->Bargauta->Bargota. Aunque no existen documentos antiguos que avalen esa evolución, como apoyo de esta hipótesis está el hecho de que existe un despoblado en el municipio de Mañeru denominado también Bargota, que sí aparece en documentos antiguos bajo el nombre de Bargauta.
Inicialmente adscrita a la zona no vascófona por la Ley Foral 18/1986, en junio de 2017 el Parlamento navarro aprobó el paso de Bargota a la Zona mixta de Navarra mediante la Ley foral 9/2017.

## Geografía
El término municipal está atravesado por la autovía Autovía del Camino de Santiago y la carretera comarcal NA-1110. 
El término se extiende, alargado y estrecho de norte a sur, en cuyo sentido va descendiendo poco a poco el relieve, desde la sierra (859 metros) al norte hasta las cercanías del río Ebro (380 metros) al sur. La localidad está situada en la ladera oeste del barranco de los Paules, que va de norte a sur hacia la ribera izquierda del Ebro. El territorio cuenta con numerosos barrancos y algún pequeño río (río de Mariñanas). El pueblo se alza a 587 metros sobre el nivel del mar. 

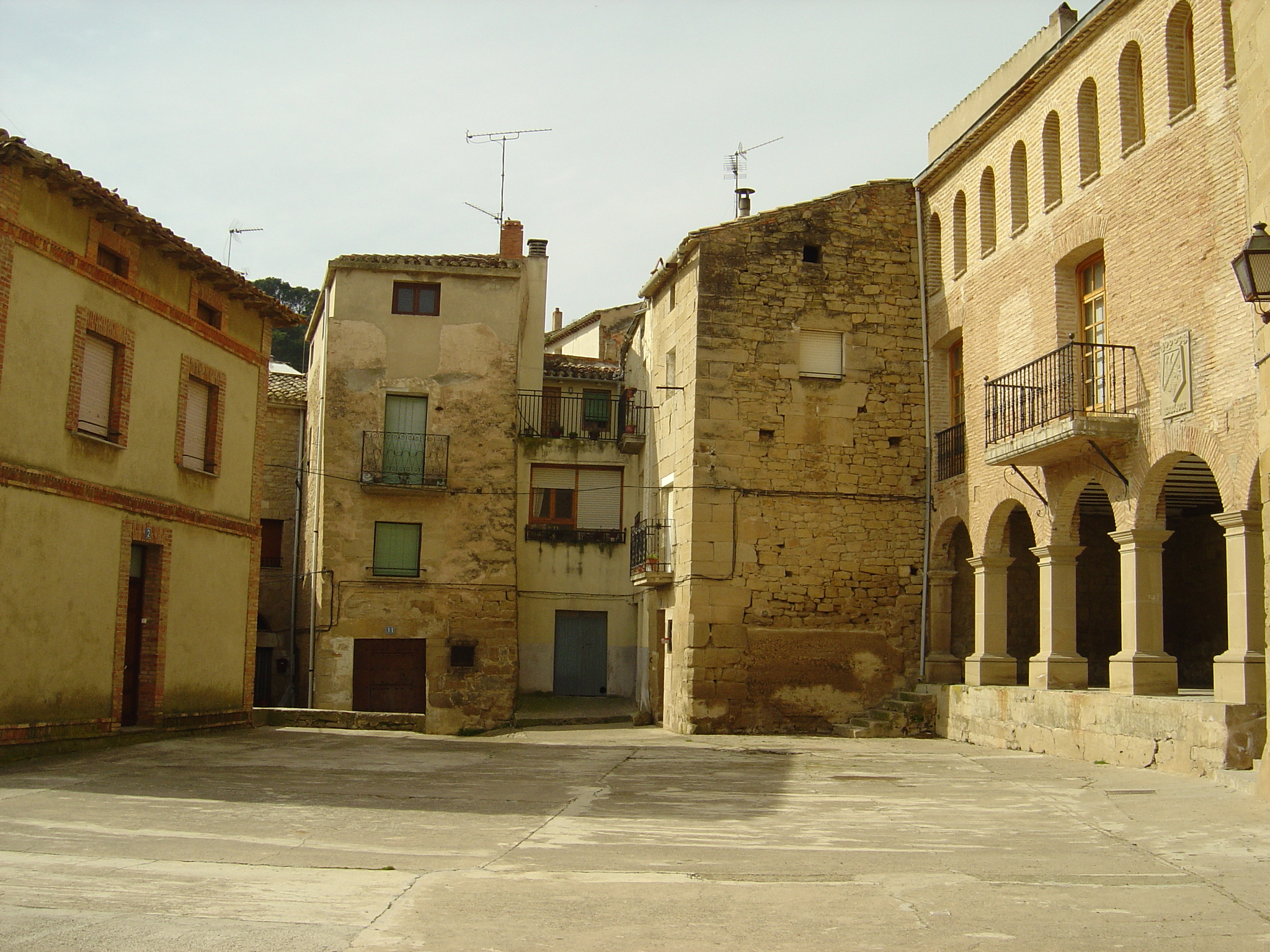
Plaza de la iglesia

| Noroeste: Azuelo    | Norte: Torralba del Río | Noreste: Espronceda |
| Oeste: Aras y Viana |                         | Este: Armañanzas    |
| Suroeste: Viana     | Sur: Viana              | Sureste: Mendavia   |

## Historia
- Las primeras huellas de presencia humana en Bargota se encuentran en el yacimiento protohistórico de El Castejón, un antiguo poblado de origen celta en el que se han recogido restos de cerámica.
- Durante la Edad Media, las guerras de Navarra con Castilla hicieron que Bargota perdiera su condición de municipio independiente. En 1219, con el objetivo de fortalecer la frontera con el Reino de Navarra, Sancho VII el Fuerte agregó a Viana todos los pueblos cercanos a ella, entre ellos se encontraba Bargota. Los únicos que no cumplieron la Real Orden fueron los municipios de Bargota y Aras. A lo largo de los años, la localidad solicitó en varias ocasiones su emancipación administrativa y eclesiástica de Viana, pero esta se negaba apoyándose en el derecho histórico derivado de la disposición de Sancho VII el Fuerte. Bargota no consiguió desligarse de Viana hasta 1818, año en que se convirtió de nuevo en municipio independiente.
- Se tiene noticia, e incluso hay evidencias arqueológicas que lo ratifican, de la presencia de la Orden de San Juan de Jerusalén en la zona con un convento de mujeres, algo singular dentro de esta orde militar, que formaba parte del Gran Priorato de Navarra de la Orden de San Juan de Jerusalén.[5]
- Un personaje que cabe destacar fue el vecino de la villa D. Juan Martín Echaide Aldaz, conocido como el arriero de Bargota. Al abastecer de mercancías a ambos ejércitos en contienda, durante la Primera Guerra Carlista, fue considerada una persona de confianza para llevar mensajes secretos entre los dos dirigentes: D. Bartolomé Espartero y D, Rafael Maroto. A los diez años de haber finalizado la guerra con el “Abrazo de Vergara”, Echaide publica sus memorias con el título “Reseña histórica sobre los Preliminares del Convenio de Vergara”. El escritor, don Benito Pérez Galdós, dedica en los Episodios Nacionales, tomo 27: “Vergara”, varias páginas a las andanzas de Juan Martín Echaide. El Ayuntamiento de Bargota en el año 2018 reeditó las memorias de Juan Martín así como las páginas que D. Antonio Pirala dedica al arriero en su “Historia de la Guerra Civil y de los partidos Liberal y Carlista”.
- La amplia pradera junto a la Ermita de la Virgen del Poyo fue lugar en el que se realizaba el intercambio de prisioneros durante la Primera Guerra Carlista según quedó establecido en el Convenio lord Elliot. Los prisioneros procedían de la cárcel liberal de Logroño y de la carlista en Estella.

## Demografía
Bargota cuenta con una población de 247 habitantes (INE 2024).
| Gráfica de evolución demográfica de Bargota entre 1842 y 2021                                                       |
| |
| Población de derecho según los censos de población del INE Población de hecho según los censos de población del INE |

## Economía

### Agricultura
- El principal motor económico de Bargota son las viñas. De estas se extraen los mejores vinos, que al entrar dentro de la DO Rioja, los hacen famosos en el mundo entero. De un tiempo a esta parte, la viticultura se ha modernizado mucho, siendo cada vez menos necesaria una vendimia manual, y cada más frecuente una vendimia mecanizada. La uva recolectada es llevada a las bodegas, donde se inicia el largo proceso de maceración. Bargota cuenta con una bodega, la Biurko Gorri, creada por los hermanos Llorens en la primera parte de la década de los 90. Sus vinos han sido reconocidos dentro y fuera de nuestras fronteras, sobre todo por su proceso de maceración carbónica y por los caldos que obtienen de manera totalmente ecológica, es decir, en vides que no han sido tratadas durante el año. Esto hace que no falten nunca en los mercados más importantes del mundo y en la mesas de la gente con buen paladar. Su producción supone unos 2,5 millones de kg, lo que la sitúa en el puesto 50.º de la DOca Rioja[7] respecto a los 144 municipios que componen la denominación.
- Y a inicios de verano, tiene lugar la cosecha del cereal, trigo y cebada principalmente, que aporta poco dinero y mucho sudor, pero que la gente no deja de cultivar.
- En la época pre-navideña tiene lugar la recogida de la oliva, que es llevada a los trujales de Arróniz y Viana, y que proporcionan a los bargotanos provisiones de aceite para todo el año.
- Menos importantes en cuanto a cantidad son las plantaciones de espárrago, pimiento y maíz.

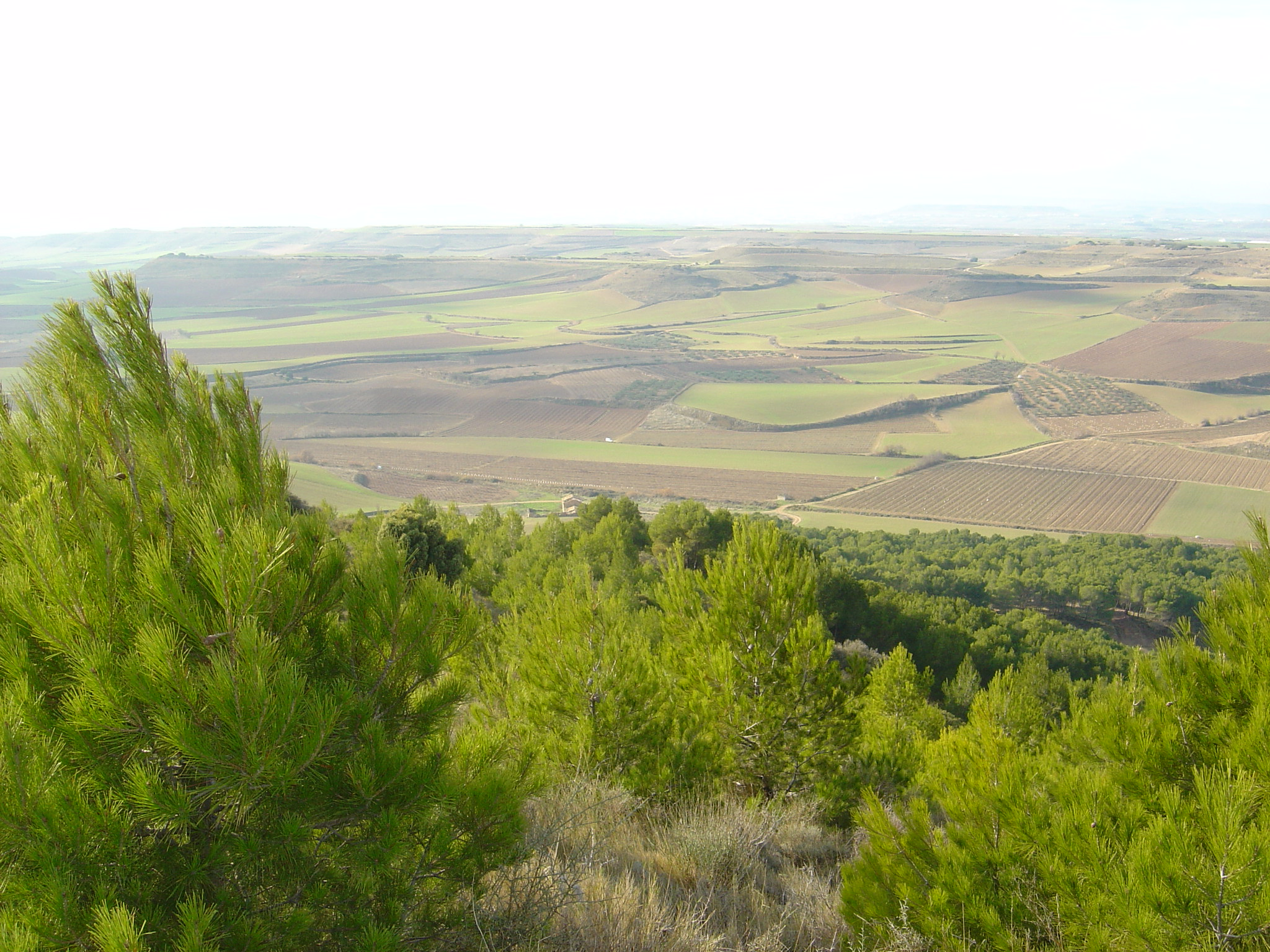
Campos de Bargota hacia el Sur

### Ganadería
- Actualmente son dos las granjas de cerdos que hay a las afueras de Bargota, propiedad de los hermanos Hernández, proporcionando trabajo para las familias y beneficios para el pueblo. Tanto su estructura, como la calidad de su métodos de trabajo y de su ganado porcino, han hecho que pasen los más estrictos controles, habiéndoles sido otorgados premios de ámbito nacional.
- Y el otro eje de la ganadería bargotana son las más de 2000 ovejas, propiedad de Patxi Larrea, que hacen de la carne ovina de Bargota una de las mejores de la zona. Las chuletillas de cordero de leche asadas al sarmiento, son, simplemente, un manjar.

### Industria
- En el término municipal de Bargota no hay ninguna fábrica, pero son muchos los bargotanos que van a trabajar a las de Viana, que dista 9 km. También son muchos los que van a trabajar a Logroño o Estella, ya sea en el sector industrial o en el sector servicios.

## Administración y política
| Mandato     | Nombre del alcalde      | Partido político |
| ----------- | ----------------------- | ---------------- |
| 1999 - 2003 | Marta García Llorens    | Comisión Gestora |
| 2003 - 2006 | Saturnino Fernández     | Comisión Gestora |
| 2006 -2007  | Gregorio García Mendaza | Comisión Gestora |
| 2007 - 2011 | Gregorio García Mendaza | Comisión Gestora |
| 2011 - 2015 | Pablo Llorens           | Comisión Gestora |
| 2015 -      | Gurutze Merino          | Comisión Gestora |

## Servicios
Pese a ser un pueblo pequeño, Bargota cuenta con una gran cantidad de servicios y asociaciones que hacen de él un pueblo con mucha vida y dinamismo. En la localidad contamos con un Ambulatorio Médico, con pase de consulta tanto del médico como de la enfermera todos los días de la semana; con una Farmacia; una carnicería; una tienda de ultramarinos; dos bares Lanas y Pichi; una casa de turismo rural "Casa Rural Bargota" ; unas Piscinas Municipales con amplias zonas verdes, porche y parque infantil; un frontón - polideportivo y sucursales de la Caja de Ahorros de Navarra y de la Caja Rural de Navarra.

## Cultura

### Patrimonio

#### Monumentos religiosos

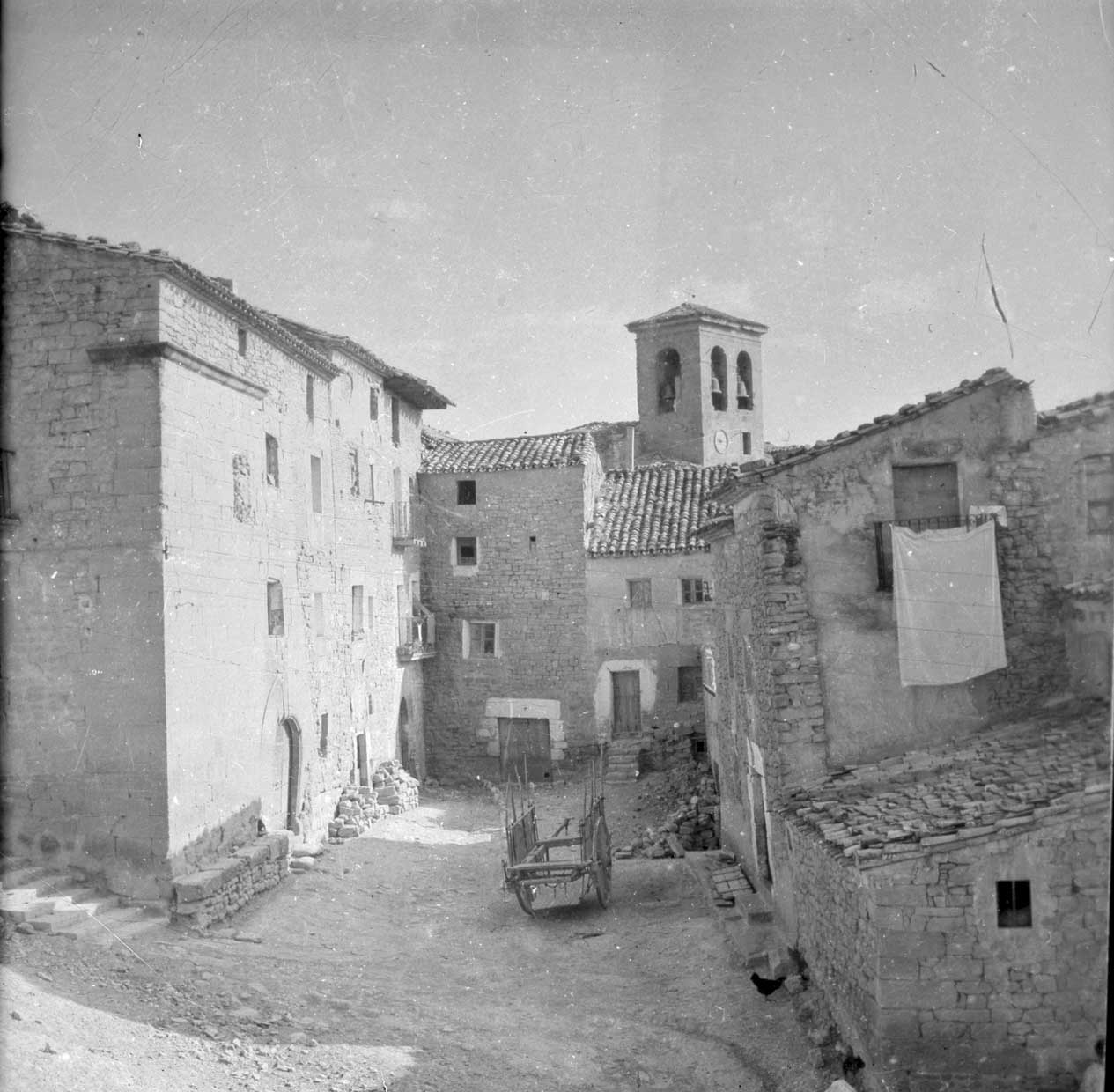
Iglesia de Santa María en 1956. Fotografía de Indalecio Ojanguren

- Iglesia de Santa María: La iglesia de Santa María de Bargota fue construida hacia 1550 con estilo gótico – renacentista y conserva en su totalidad la fábrica primitiva. El templo tiene nave única de tres tramos, con cuatro capillas laterales y cabecera poligonal. A los pies, sobre un arco rebajado decorado con relieves y con un friso de querubines, se levanta el coro. Todo el conjunto está cubierto por bóvedas estrelladas, salvo una capilla que presenta crucería simple. El exterior de la Iglesia es de sillar, y se conservan dos contrafuertes rectangulares en la zona de la cabecera. Se accede a ella por una portada adintelada enmarcada por pilastras y rematada por un frontón curvo y un friso. Un gran arco de medio punto hace las funciones de pórtico, y sobre él se levanta la pequeña torre. El retablo mayor del templo, de estilo manierista, está dedicado a la Asunción de la Virgen. En el lado del Evangelio, un pequeño retablo alberga una interesante talla gótica de la Virgen de la Esclavitud que se ajusta al tipo iconográfico de Andra Mari. La talla, del siglo XIV, presenta rostro fino y una policromía que parece moderna. La iglesia cuenta también con pequeños retablos del siglo XVIII: los dedicados a la Inmaculada y al Corazón de Jesús son de estilo neoclásico, mientras que el retablo del Cristo es de estilo rococó incipiente. Además, en la sacristía se encuentra una gran cruz procesional de plata, obra plateresca del siglo XVI.

- Ermita de la Virgen del Poyo: En el término de Bargota, entre Torres del Río y Viana, se levanta la ermita de la Virgen del Poyo. Con exterior de sillar y sillarejo, su planta primitiva es del siglo  XVI, aunque fue reformada en época barroca y en el siglo XIX. Del siglo XVI conserva los tramos de la nave y la cabecera, que en el siglo XIX se cubrió con cúpula de media naranja. También en el siglo XIX se remodeló el interior del templo, y se cubrieron sus paramentos con pinturas decorativas. En su interior, la ermita alberga un pequeño retablo rococó de la segunda mitad del siglo XVIII con una imagen moderna de la Virgen del Poyo, copia de la virgen primitiva, que se carbonizó parcialmente en un incendio y fue después robada.

#### Monumentos civiles
- En cuanto al arte civil, destaca la Casa de la Linterna, en la calle Mayor. Se trata de un gran edificio barroco del siglo XVI, construido en sillarejo, que en su interior conserva una monumental escalera coronada por una gran cúpula de linterna sobre pechinas perteneciente a la familia Ganuza. También en la calle Mayor se encuentra una casona barroca del siglo XVII con una gran piedra de armar caballeros en su entrada, y otra más tardía perteneciente a la familia Díaz de Cerio cuyas armas orlan la fachada principal. Numerosas casas con escudos de armas, en su mayoría del siglo XVIII, jalonan las calles de Bargota, entre las que también se levanta el edificio del Ayuntamiento, construido en ladrillo en el siglo XVIII, que a lo largo de su historia ha servido como cárcel, escuelas públicas y ya desde el último tercio del siglo XX como Ayuntamiento.

#### Camino de Santiago
- Por el término de Bargota transcurre de este a oeste el Camino de Santiago, siendo lugar de paso la ermita de la Virgen del Poyo, donde los peregrinos pueden pararse escasos minutos para reponer fuerzas en la explanada donde se celebra la misa de romería el tercer domingo de mayo.

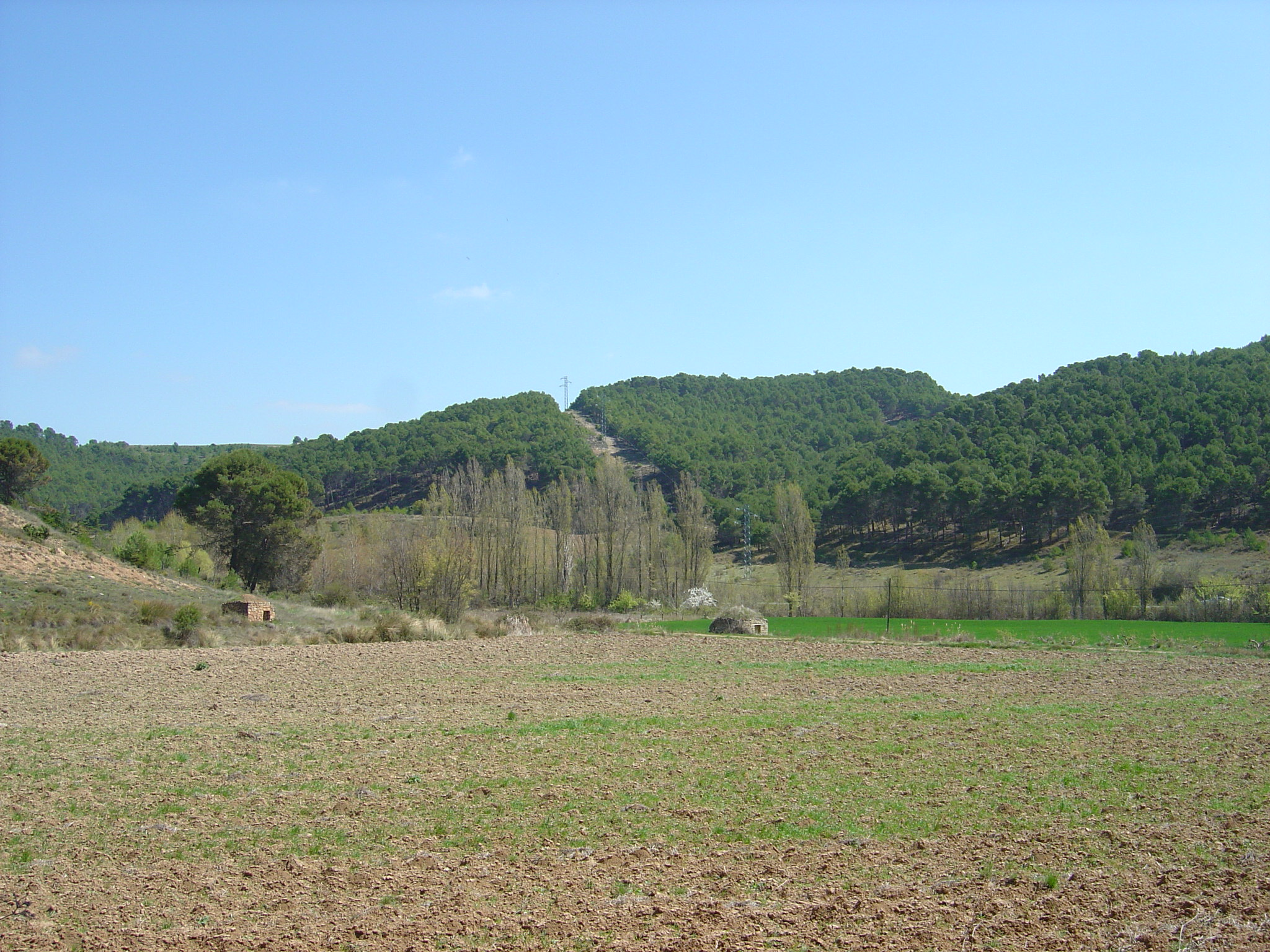
Barranco Cornava por el que transcurre el Camino de Santiago en Bargota.

### Fiestas
- Durante el fin de semana más cercano al 8 de septiembre, Bargota celebra sus fiestas patronales en honor a la Virgen de la Nieva. Ese fin de semana tienen lugar en la localidad numerosas actividades: partidos de pelota, bailes, toro de fuego, tracas... El día 8, día grande de las fiestas, los vecinos recorren las calles en procesión con la Virgen de la Nieva.

- En mayo llega el momento de las fiestas de primavera, dedicadas a la Virgen del Poyo. El domingo siguiente a San Isidro los bargotenses van en romería a la ermita de la Virgen del Poyo y se reúnen después en el frontón cubierto para disfrutar de un calderete popular.

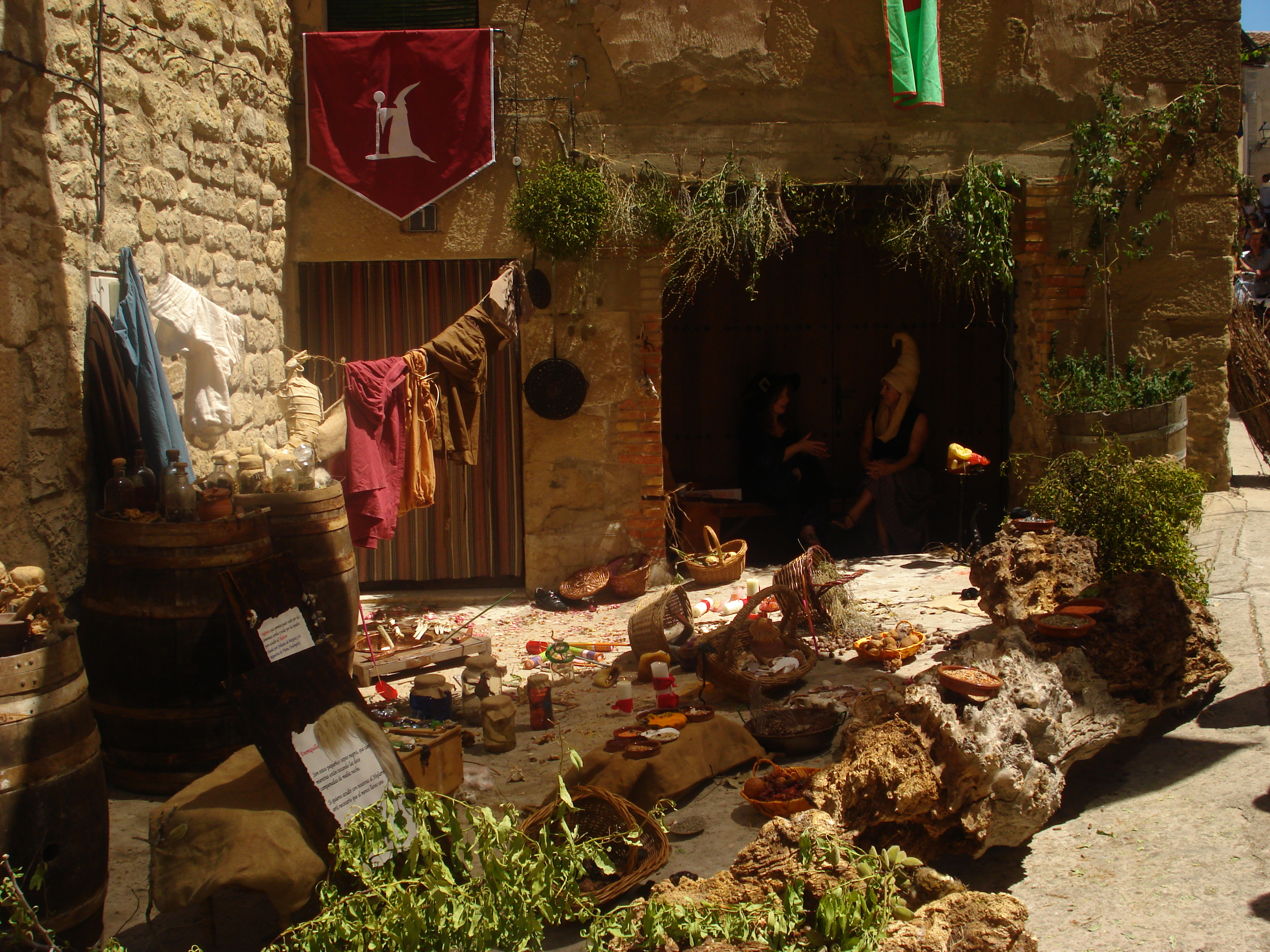
Semana de la brujería en Bargota

Todos los años, en la primavera, hacer una romería al Santuario de Nuestra Señora de Codés.
- En la tercera semana de julio se celebra la semana de la brujería,[8] con representaciones teatrales y cena popular. El domingo un mercado de artesanía cierra los actos.[9]

- Agosto es también un mes de celebraciones en Bargota. El segundo domingo del mes tiene lugar la fiesta en honor al Beato Teodoro Ruiz de Larrinaga, nacido en el pueblo, muerto en Barbastro durante la guerra civil española, y beatificado por Juan Pablo II en octubre de 1992. Mientras que el día 16 San Roque , Patrón de Bargota, recorre las calles en procesión cubierto de roscos, uvas y peras, que luego son repartidos entre sus vecinos de la localidad con la bendición del Santo. Ese mismo día grupos de amigos van a comer calderete a los campos cercanos, a las piscinas municipales, a los txamizos, o merederos y cámpines de los pueblos más cercanos.

- En enero, el día 20, llega el turno de San Sebastián: Patrón también de los bargotanos, los vecinos hacen ese día una misa y, los cofrades un almuerzo en los salones del Ayuntamiento o de la casa parroquial.

- Las procesiones del Corpus Christi, Jueves y Viernes Santo, el Corazón de Jesús, San Isidro y La Cruz completan el calendario de celebraciones de la localidad.

### Leyendas
- Esta localidad ha dado a la brujería Navarra uno de sus personajes más interesantes, Johanes, el Brujo de Bargota. Hombre ilustrado, Johanes estudió en Salamanca y aprendió allí técnicas de prestidigitación que luego exhibía ante sus vecinos. Gracias a ellas se le atribuyeron poderes mágicos: se decía que el Brujo era capaz de quitarse la cabeza o distintos miembros del cuerpo cuando le convenía, o que era capaz de trasladarse a través de las nubes. La leyenda también le atribuye el haber ayudado al bandido Juan Lobo a convertirse en gato para huir de la justicia.[cita requerida]
- En la ermita de Santa Lucía se estableció, hará de ello unos mil años, un campo de moros[cita requerida]. Los bargotanos temían acudir a la ermita, quedando arruinada la construcción que aún se puede ver a mano derecha cuando se sube por el barranco de los Paules.

### Asociacionismo
Por otro lado hay una serie de asociaciones que colaboran con el Ayuntamiento en la organización de fiestas y eventos.
- Para los más pequeños y desde hace años, está en funcionamiento la Ludoteca Bargotense.
- Para la edad adolescente y adulta existe desde 1975 el Club Cultural, Deportivo y Recreativo El Brujo, que anualmente organiza excursiones y cenas para socios, y que colabora con todos los actos que el Ayuntamiento realiza (fiestas, semana de la brujería, etc).
- Existe también la Asociación Bargotana de Mujeres que organiza y prepara cursos y talleres para las mujeres del pueblo, para hacer pasar así más amenas las largas tardes de invierno.
- Y para los más mayores el Club de Jubilados Nuestra Señora de El Poyo, donde pasan las tardes entre cartas, trampas, risas e historias.

### Deporte
- Los aficionados a la caza pueden disfrutar en Bargota de un coto que se extiende a lo largo del término municipal. En él se encuentran ejemplares de conejo, liebre, perdiz y paloma de paso. El coto es propiedad del Ayuntamiento, y la concesión de permisos corre a cargo de la Sociedad de Cazadores Montenegro.

## Personas destacadas
- Jerónimo Segura Gómez (Bargota, 1899-Sifengchen, China, 1930), capuchino, misionero en China (1927-1930), más conocido por su nombre de religión: Fulgencio de Bargota.[10]